# Prémio Carlos Paredes
Der Prémio Carlos Paredes (portugiesisch für: Carlos-Paredes-Preis) ist ein Musikpreis in Portugal. Er wird jährlich seit 2003 von der Stadtverwaltung von Vila Franca de Xira (Metropolregion Lissabon) für ein aktuelles Musikalbum verliehen, gelegentlich auch für zwei Alben.
Der Preis erinnert an Carlos Paredes (1925–2004), der bis heute als wegweisender Meister der portugiesischen Gitarre gilt und auch für seine Bescheidenheit und seinen leisen, aber entschiedenen Widerstand gegen die Estado-Novo-Diktatur verehrt wird. Jedes Jahr möchte der Preis an sein Werk erinnern, in dem es ein besonderes Album aus dem Vorjahr auszeichnet, das sich durch einen kreativen Bezug zu portugiesischen Musiktraditionen auszeichnet und nicht der klassischen Musik zuzuordnen ist. Ursprünglich nur für Instrumentalmusik gedacht, in Anlehnung an die Arbeiten von Carlos Paredes, werden inzwischen auch Alben mit Gesang ausgezeichnet, meist zusätzlich zu einem Instrumentalalbum.
Die Verleihung erhält jedes Jahr landesweite Aufmerksamkeit der Presse, auch in anderen Teilen der portugiesischsprachigen Welt.
Der Prémio Carlos Paredes ist mit 2.500 Euro dotiert. 

## Jury
Die Jury wird jedes Jahr neu zusammengesetzt. 2023 bestand sie aus folgenden Personen:
- der Schriftsteller José Jorge Letria als Vertreter der Stadtverwaltung Vila Franca de Xira,
- die Musikerin und Dichterin Amélia Muge, als Vertreterin der Verwertungsgesellschaft SPA,
- der Komponist Pedro Campos, und
- der Musikkritiker Rui Filipe Reis.

## Preisträger
| Jahr | Album                                                         | Interpret                                                                                  |
| ---- | ------------------------------------------------------------- | ------------------------------------------------------------------------------------------ |
| 2003 | Nocturno                                                      | Bernardo Sassetti Trio                                                                     |
| 2004 | 1:Voluptuária / 2: Lokomotiv                                  | 1: Ricardo Rocha / 2: Carlos Barretto                                                      |
| 2005 | TGB – Tubaguitarra&bateria                                    | Mário Delgado, Alexandre Frazão und Sérgio Carolino                                        |
| 2006 | 1: Ascent / 2: Mandrágora                                     | 1: Bernardo Sassetti Trio / 2: Filipa Santos, Ricardo Lopes, Pedro Viana und Luís Martinho |
| 2007 | Canções & Fugas                                               | Mário Laginha                                                                              |
| 2008 | À Espera de Armandinho                                        | Pedro Jóia                                                                                 |
| 2009 | Casa Nostra                                                   | MU                                                                                         |
| 2010 | Luminismo                                                     | Ricardo Rocha                                                                              |
| 2011 | 1: Carlos Bica + Matéria-Prima / 2: Lunar                     | 1: Carlos Bica / 2: José Peixoto (Projecto El Fad)                                         |
| 2012 | 1: Hajime / 2: Fado Mutante                                   | 1: André Carvalho / 2: Rosa Negra                                                          |
| 2013 | 1: Coisas que a Gente Sente / 2: Alma                         | 1: Rão Kyao / 2: Carminho                                                                  |
| 2014 | Labirinto da Guitarra - Antologia                             | Pedro Caldeira Cabral                                                                      |
| 2015 | Matéria                                                       | Lisboa String Trio                                                                         |
| 2016 | Campaniça do Despique                                         | Pedro Mestre                                                                               |
| 2017 | 1: Hoje é assim, amanhã não sei / 2: Projeto Michel Giacomett | 1: Ricardo Ribeiro / 2: Quarteto ARTEMSAX & Lino Guerreiro                                 |
| 2018 | Cavaquinho Cantado                                            | Daniel Pereira Cristo                                                                      |
| 2019 | 1: Serpente Infinita / 2: Branco                              | 1: José Valente / 2: Cristina Branco                                                       |
| 2020 | Rebento                                                       | Companhia do Canto Popular                                                                 |
| 2021 | Zeca                                                          | Pedro Jóia                                                                                 |
| 2022 | 1: No Lugar Dela / 2: Entre Paredes                           | 1: Duarte / 2: Sexteto Bernardo Moreira                                                    |
| 2023 | 1: Ibéria20/22 / 2: Por Esse Mar Abaixo                       | 1: Manuel de Oliveira / 2: Carlos Alberto Moniz                                            |
| 2024 |                                                               |                                                                                            |